# 阿纳托利·波格丹诺夫
阿纳托利·伊万诺维奇·波格丹诺夫（俄语：Анатолий Иванович Богданов，1931年1月1日—2001年9月30日）出生于俄罗斯圣彼得堡，前苏联射击运动员。波格丹诺夫曾参与两届奥运会的射击比赛。
| 300米步枪三姿 | 冠军 · 1123环 · 前奥运会纪录 | —                            |
| 50米步枪三姿  | —                            | 冠军 · 1172环 · 前奥运会纪录 |
| 50米步枪卧射  | —                            | 第29名 593环                 |